# Taron (Arménie)
Pour l’article homonyme, voir Taron.
Le Taron (en arménien : Տարոն) parfois francisé en Taronide est une région du centre de l'Arménie historique, possédée initialement par la dynastie des Mamikonian. À la mort de Chmouel (Samuel) Mamikonian, tué à la bataille de Bagrévand (15 avril 775), son neveu Achot IV le Bagratide s'empare de la Taronide.

À l'ouest du lac de Van, la Taronide bagratide autour de l'an mil.

Il donne naissance à une lignée de princes bagratides de Taronide :
- 775-826 : Achot Ier († 826), Curopalate, prince des princes d'Arménie (Achot IV) en 806 ;
- 826-851 : Bagrat Ier († après 851), fils du précédent, prince des princes d'Arménie (Bagrat II) en 830 ;
- 858-878 : Achot II (ca) (v. 835 † 878), fils du précédent
- 878-895 : David (v. 840 † 895), frère du précédent ;
- 895-897 : Gourgen († 897), fils d'Achot II
- 897-923/936 : Grigor Ier († 939) Magistros, cousin germain du précédent, fils de Tornik, petit-fils de Bagrat Ier ;
- 923/936-967 : Bagrat II († avant 940) et Achot III († 967), Patrices, fils du précédent ;
- 967-968 : Bagrat III († ap. 987) et Grigor II (francisé en Grégoire Taronitès) († 995), fils d'Achot III.

En 968, les deux frères intègrent la Taronide à l'Empire byzantin, recevant en échange des domaines et des titres byzantins.
La Taronide est à présent incluse dans la province de Muş, en Turquie orientale : depuis le génocide plus aucun arménien n'y vit et ses habitants sont en majorité kurdes.

## Sources
- Cyrille Toumanoff, Les dynasties de la Caucasie chrétienne de l'Antiquité jusqu'au XIXe siècle : Tables généalogiques et chronologiques, Rome, 1990, p. 115-116.